# 수해령
수해령 (受害靈)의 개념은 상환적 고통에 대한 로마 가톨릭의 가르침에서 파생된다. 이는 일생 동안 대부분의 사람보다 더 많은 고난을 받도록 하느님이 택한 사람, 그리스도 자신의 수난을 본받아 그 고난을 아낌없이 받아들이는 사람을 뜻한다. 가톨릭 교회는 공식적으로 누군가를 수해령으로 지정하지 않는다.
이 개념에 대한 신약의 근거는 골로새서 1:24에 있는 성 바울의 말에서 찾을 수 있다: "이제는 내가 너희를 위하여 받는 괴로움을 기뻐하고 그리스도의 남은 고난을 그의 몸인 교회를 위하여 내 육체에 채우노라" (RSV; SCE)

## 배경
인간의 고통과 상환을 다룬 사도 서한 《구원에 이르는 고통》 (1984)에서 교황 요한 바오로 2세는 다음과 같이 말했다: "구세주는 사람을 대신하여 그리고 사람을 위해 고난을 받았다. 각 사람은 상환에 자신의 몫이 있다. 각 사람은 또한 상환이 성취된 고통에 참여하도록 부름을 받았다. ..."
수해령의 전통에 대한 설명은 가르멜회 수도원 성 테레즈 드 리지외의 자서전, 《영혼 이야기》에 나타난다. 그녀의 관점에서 수해령은 고통이 신비롭게 그리스도의 상환적 고통과 연결되어 있고, 타인의 상환을 위해 쓰이는 선택받은 영혼이다.
가톨릭 교회는 공식적으로 누군가를 수해령으로 지정하지 않는다. 이 용어는 일종의 상환적 고통을 겪는 것처럼 보이는 기독교인들을 목격한 사람들의 증언에서 따온 것이다. 피해자의 영혼 상태는 진짜일지라도 교조주의와 달리 사적 계시의 문제이다. 그러므로 개별 신자들은 가톨릭 신앙의 일부로서 그러한 주장을 하는 특정인의 정당성이나 그러한 사람과 관련하여 이루어진 기적적 주장의 진정성을 받아들일 필요가 없다.

## 주목할만한 사례
수해령의 예는 다음과 같다:
- 스키담의 성 리드위나 (1380 - 1433)
- 성심의 복자 마리아 (1863 – 1899): 귀족 백작부인 드로스테 주 비셰링과 포르투갈 포르투에 있는 선한 목자 수녀원의 수녀원장은 자서전에서 "나는 사제 성화를 위해 내 자신을 하느님께 희생 제물로 바쳤다"라고 썼으며, "주님이 내 고통을 받으신 줄을 내가 안다"라고 덧붙였다.[3]
- 성 젬마 갈가니 (1878 – April 11, 1903): 그녀의 자서전에서 예수가 그녀에게 어떻게 말했는가를 적었다. "나는 고통과 시련과 희생으로 죄인과 배은망덕한 자를 배상하는 영혼이 필요하다."[4]
- 마리아 발토르타 (1897 – 1961): 리지외의 성 테레즈의 자서전과 28세의 성 요한 메리 비안니의 생애에 영향을 받은 그녀는 병상에 누워 있기 전에 자신을 수해령으로 하느님께 바쳤다.[5]
- 발라자르의 복자 알렉산드리나 (1904 – 1955): 그녀의 바티칸 전기에 따르면 그녀는 다른 사람들을 개종 권유하고 "인류의 상환에 기여하는, 그리스도의 수난에의 산 증인을 제시하는" 삶의 소명을 보았다.[6]
- 성 파우스티나 코발스카 (1905 – 1938): 그녀는 일기에 그리스도가 그녀를 "희생 제물"로 선택했다고 썼다. 그녀는 자발적으로 그 역할을 수락했다.[7]
- 아넬리제 미헬 (1952 – 1976): 빙의 당한 뒤 구마를 받았다고 전해지는 사람. 그녀는 "독일 민족과 악마가 실제로 존재하는 세계를 보여줄 수해령이 되어 달라"고 요청한 복자 동정 마리아의 방문을 받았다고 한다.[8]

희생양의 개념은 유대-기독교의 가르침 안에 오랫동안 존재해 왔지만, 수해령에 대한 가톨릭의 개념은 그것과 구별되고 다르다. 스스로도 모르는 희생양 각본과 달리, 수해령의 영혼은 기꺼이 고통을 하느님께 바친다.

## 같이 보기
- 기독교 박해
- 상환적 고통